# Plano de Guerra Cinzento (Portugal)

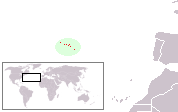
Localização dos Açores no Mapa Mundi.

O Plano de Guerra Cinzento (em inglês: War Plan Gray) foi um plano dos Estados Unidos desenvolvido para a invasão das Ilhas dos Açores em 1940/1941, dada a possibilidade de a Alemanha tomar as ilhas numa invasão a Portugal. O Plano Cinza é um dos muitos planos de guerra codificados por cores criados no início do século XX. A 22 de maio de 1941, o presidente Franklin D. Roosevelt ordenou que o Exército e a Marinha dos EUA elaborassem um plano oficial para ocupar o arquipélago português. Aprovado pelo Conselho Conjunto em 29 de maio, o Plano de Guerra Cinzento previa uma força de desembarque de 28.000 soldados, metade da Marinha (fuzileiros) e metade do Exército.
Embora tenham sido feitas ações para preparar esta invasão, uma mudança de foco e novas informações sobre a guerra interromperam o plano e os Açores acabariam por nunca ser invadidos. Isso foi creditado principalmente a fontes de inteligência que produziram evidências que afastavam a ideia da Alemanha Nazi fosse invadir a Espanha Franquista pró-fascista e o neutro Estado Novo de Portugal. Com a invasão da União Soviética pela Alemanha na Operação Barbarossa, os medos americanos em relação aos Açores diminuíram, resultando na suspensão do Plano de Guerra Gray e permitindo que os EUA concentrassem seu tempo e forças em outro lugar.

## Visão geral

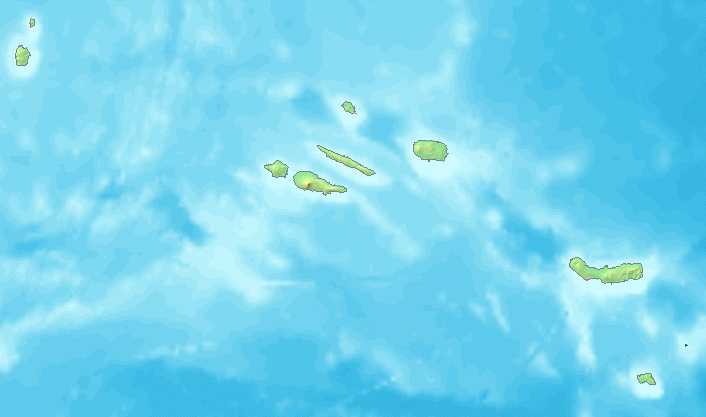
Arquipélago dos Açores

O Arquipélago dos Açores está entre as principais rotas de navegação entre os EUA e o Mar Mediterrâneo, a Europa e a América do Sul. Embora os Açores tivessem pouco valor para a defesa do Hemisfério Ocidental, isso era contrariado pelo seu imenso valor para a Alemanha. Se a Alemanha construísse bases aéreas e navais nessas ilhas, ela poderia impor um controle ainda maior à navegação britânica e até facilitar possíveis futuras invasões por parte do Eixo.
Este medo levou os oficiais de planejamento do Exército e da Marinha americanos a elaborar, ainda em outubro de 1940, um plano para uma invasão surpresa das ilhas. Na época, o plano não era viável devido à falta de recursos, e era incompatível com a política diplomática americana de ficar fora da guerra. Em maio de 1941, os serviços de inteligência americana sugeriram a possibilidade de a Alemanha tomar as Ilhas dos Açores. Isso levou o POTUS Franklin D. Roosevelt a encarregar o Exército e a Marinha de elaborar um novo plano formal, com o codinome Gray (Cinzento). O plano foi aprovado pelo Conselho Conjunto a 29 de maio do mesmo ano. O mesmo requisitava uma força de 28.000 soldados de combate, metade de cada força envolvida no planeamento. A força de desembarque de Gray seria comandada pelo Major General Holland M. Smith, da USMC, sob o comando do Contra-Almirante Ernest J. King, o comandante expedicionário.
Pouco antes da Diretiva dos Açores, que iniciaria a invasão do arquipélago com as forças destacadas, a atenção dos EUA estava voltada para o Brasil, por medo de que as potências do Eixo invadissem a América do Sul e o Hemisfério Ocidental. Isto levou a uma mudança na urgência da operação sobre as ilhas. Em junho, fontes de inteligência americanas e aliadas apresentaram evidências confiáveis de que a Alemanha planejava não invadir os Países Ibéricos, mas a União Soviética. Isto pôs fim aos receios das ilhas dos Açores e o Plano de Guerra Gray foi suspenso.